# (9931) Herbhauptman
(9931) Herbhauptman es un asteroide perteneciente al cinturón de asteroides, región del sistema solar que se encuentra entre las órbitas de Marte y Júpiter, descubierto el 18 de abril de 1985 por Antonín Mrkos desde el Observatorio Kleť.

## Designación y nombre
Designado provisionalmente como 1985 HH, fue Nombrado en memoria de Herbert A. Hauptman (1917-2011), matemático y desde 1986 presidente del Instituto de Investigación Médica Hauptman-Woodward en Buffalo, Nueva York, compartió el premio Nobel de química de 1985 por su desarrollo de un modelo matemático para determinar la estructura cristalina de moléculas complejas a partir de la difracción de rayos X.

## Características orbitales
(9931) Herbhauptman está situado a una distancia media del Sol de 2,379 ua, pudiendo alejarse hasta 2,798 ua y acercarse hasta 1,960 ua. Su excentricidad es 0,176 y la inclinación orbital 2,472 grados. Emplea 1340,25 días en completar una órbita alrededor del Sol.
Pertenece a la familia de asteroides de (135) Hertha.

## Características físicas
La magnitud absoluta de (9931) Herbhauptman es 13,96. Tiene 5,179 km de diámetro y su albedo se estima en 0,239. 